# Rinyaújlak
Rinyaújlak es un pueblo ubicado en el distrito de Barcs, en el condado de Somogy, Hungría.

## Superficie
Posee una superficie de 24,26 kilómetros cuadrados.

## Demografía
Hasta 2019 la población era de 266 habitantes, con una densidad de población de 10,96 habitantes por kilómetro cuadrado.